# Mantinae
Mantinae Burmeister, 1838 è una sottofamiglia di insetti Mantoidei della famiglia Mantidae. Comprende 4 tribù: Archimantini,  Mantini, Paramantini e Polyspilotini .

## Tassonomia
- Sottofamiglia Mantinae
  - tribù Archimantini
    - genere Archimantis Saussure, 1869
    - genere  Austrovates Sjostedt, 1918
    - genere  Coenomantis Giglio-Tos, 1917
    - genere  Corthylomantis Milledge, 1997
    - genere  Nullabora Tindale, 1923

  - tribù  Mantini
    - genere Mantilia Roy, 1993
    - genere Mantis  Linnaeus, 1758
    - genere Mesopteryx Saussure, 1870
    - genere Omomantis Saussure, 1899
    - genere  Palaeophotina Werner, 1923
    - genere Pseudomantis Saussure, 1869
    - genere  Reticulimantis Roy, 1973
    - genere  Rhodomantis Giglio-Tos, 1917
    - genere  Statilia Stal, 1877

  - tribù Paramantini
    - genere Alalomantis Giglio-Tos, 1917
    - genere Bisanthe Stal, 1876
    - genere  Camelomantis Giglio-Tos, 1917
    - genere  Hierodula Burmeister, 1838
    - genere Hierodulella Giglio-Tos, 1912
    - genere  Mantasoa Mériguet, 2005
    - genere Notomantis Tindale, 1923
    - genere Paramantis Ragge & Roy, 1967
    - genere  Pnigomantis Giglio-Tos, 1917
    - genere  Pseudostagmatoptera Beier, 1931
    - genere Rhombodera Burmeister, 1838
    - genere Rhomboderella Giglio-Tos, 1912
    - genere Sphodromantis Stal, 1871
    - genere  Stictomantis Beier, 1942
    - genere Tamolanica Werner, 1923
    - genere Tarachomantis Brancsik, 1892
    - genere   Tisma Giglio-Tos, 1917
    - genere  Tismomorpha Roy, 1973

  - tribù  Polyspilotini
    - genere Cataspilota Giglio-Tos, 1917
    - genere Plistospilota Giglio-Tos, 1911
    - genere Polyspilota Burmeister, 1838
    - genere  Prohierodula Bolivar, 1908
    - genere Tenodera Burmeister, 1838

### Alcune specie

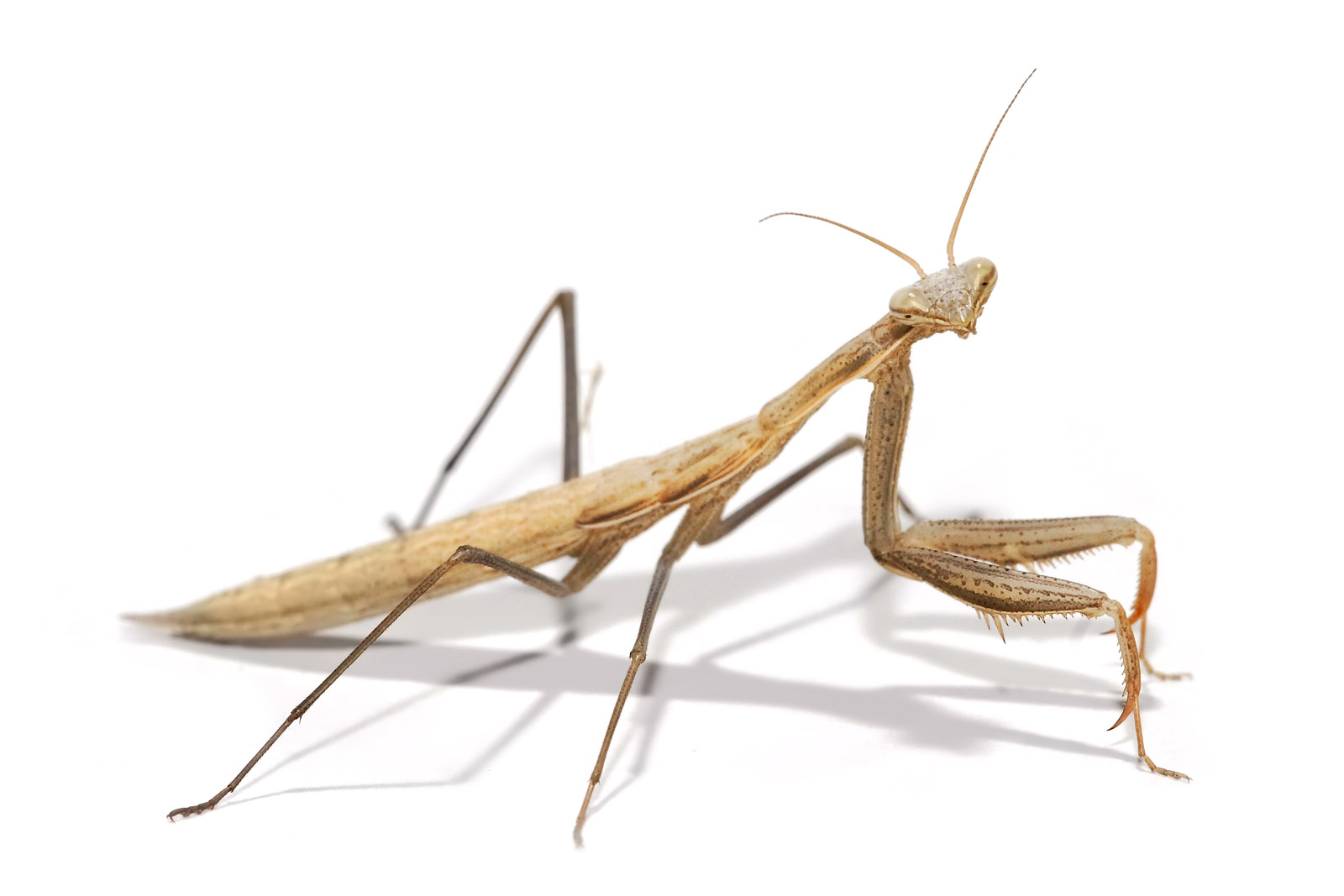
Archimantis latistyla
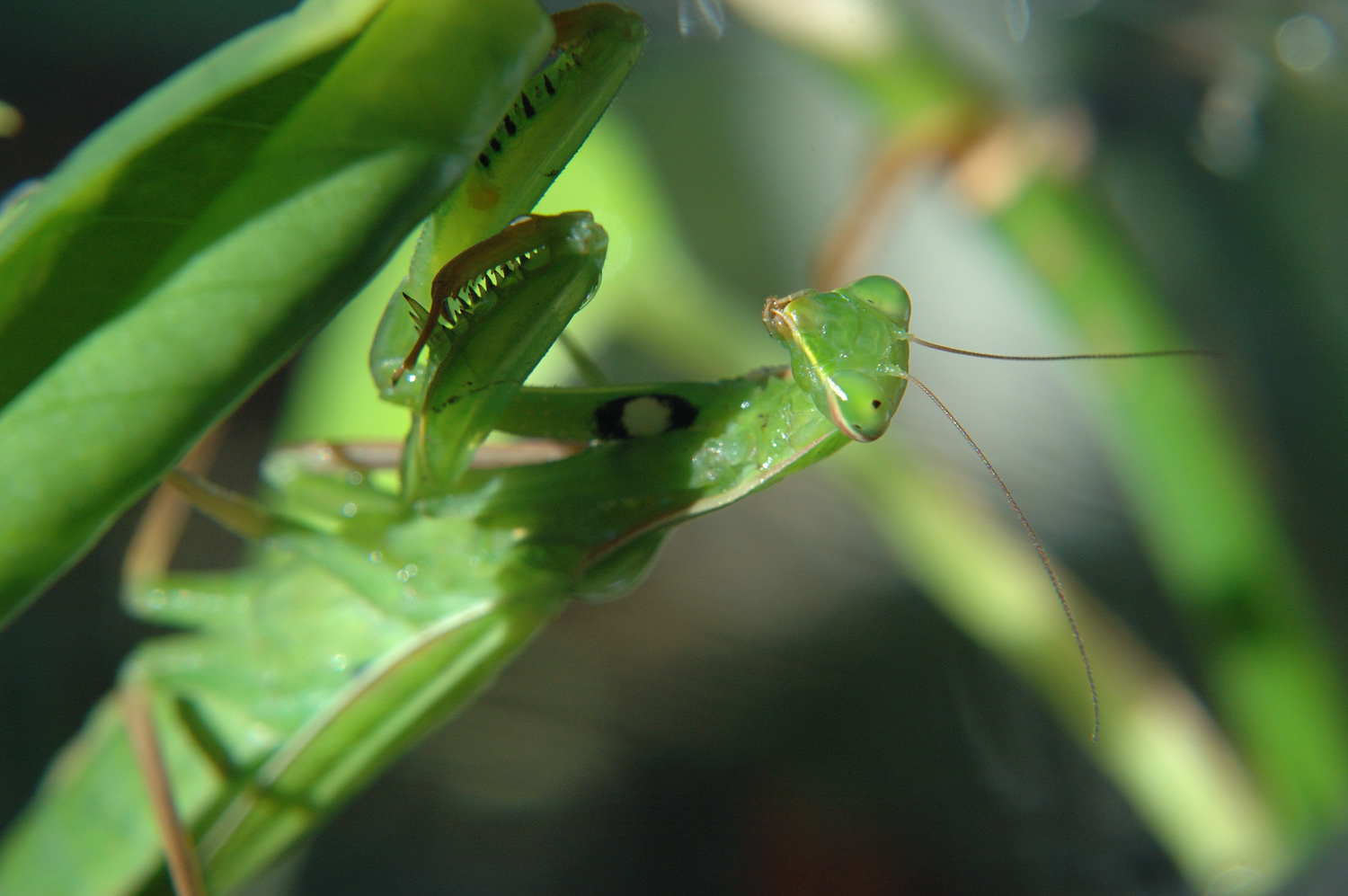
Mantis religiosa
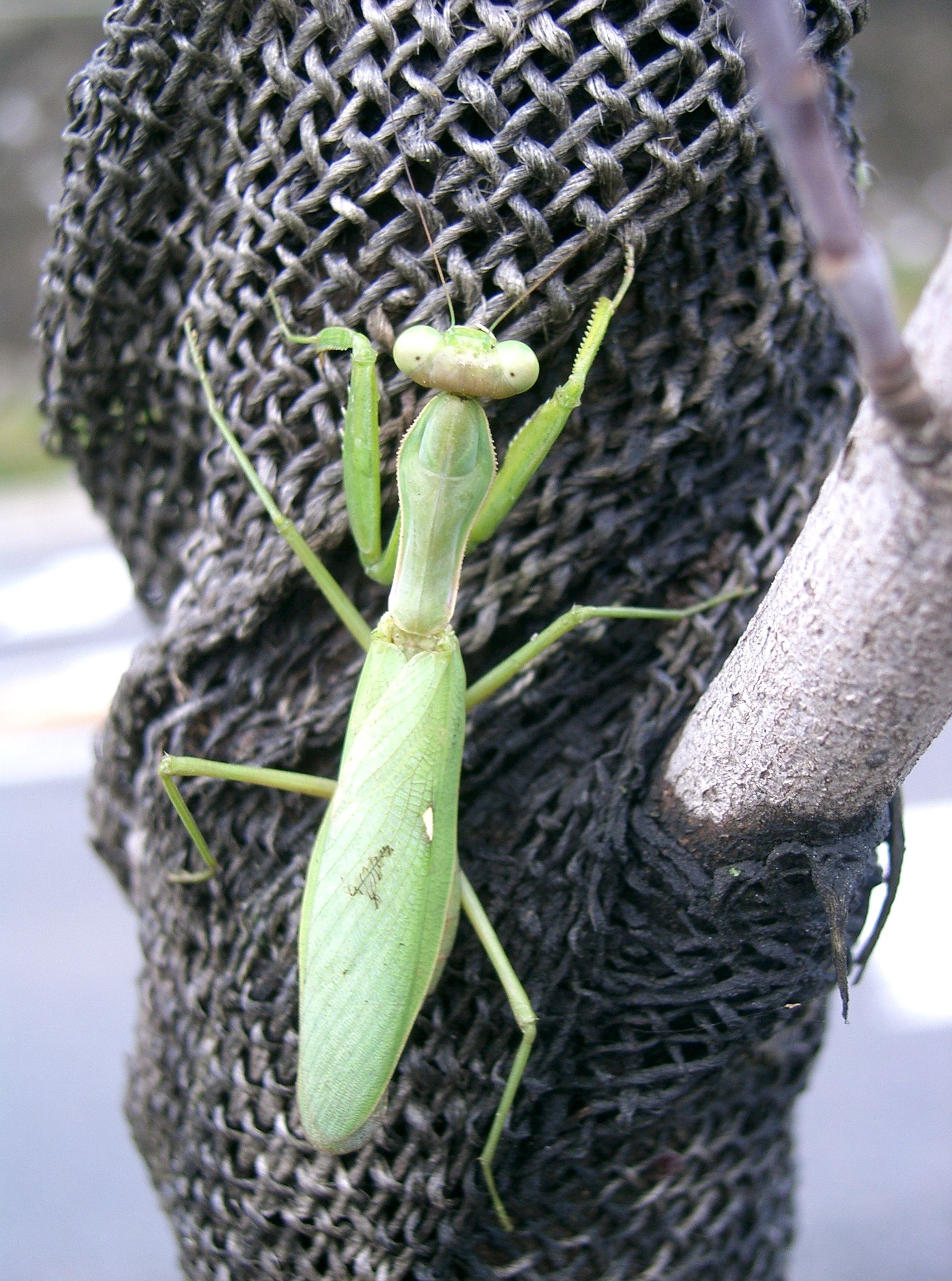
Hierodula patellifera
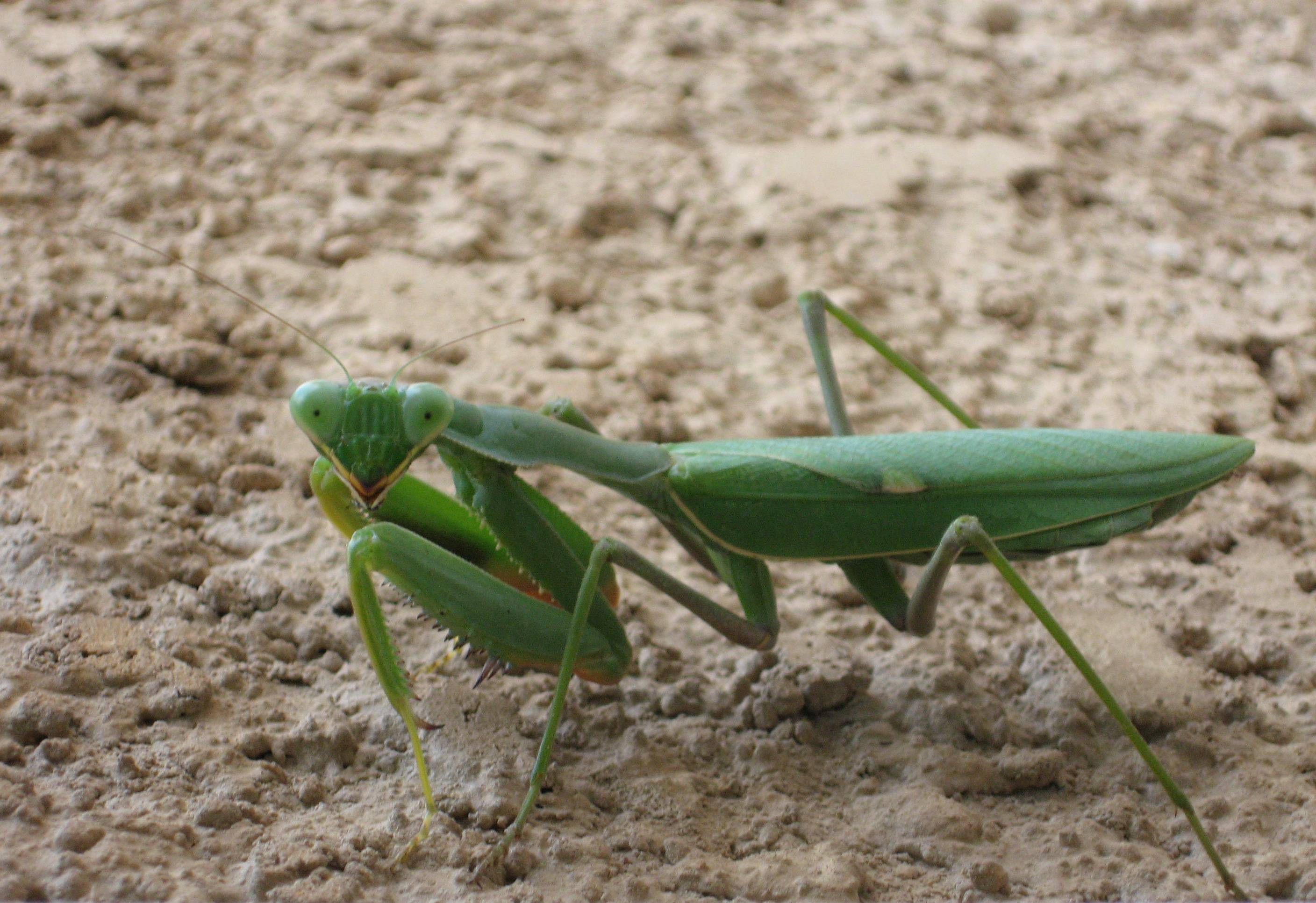
Sphodromantis viridis
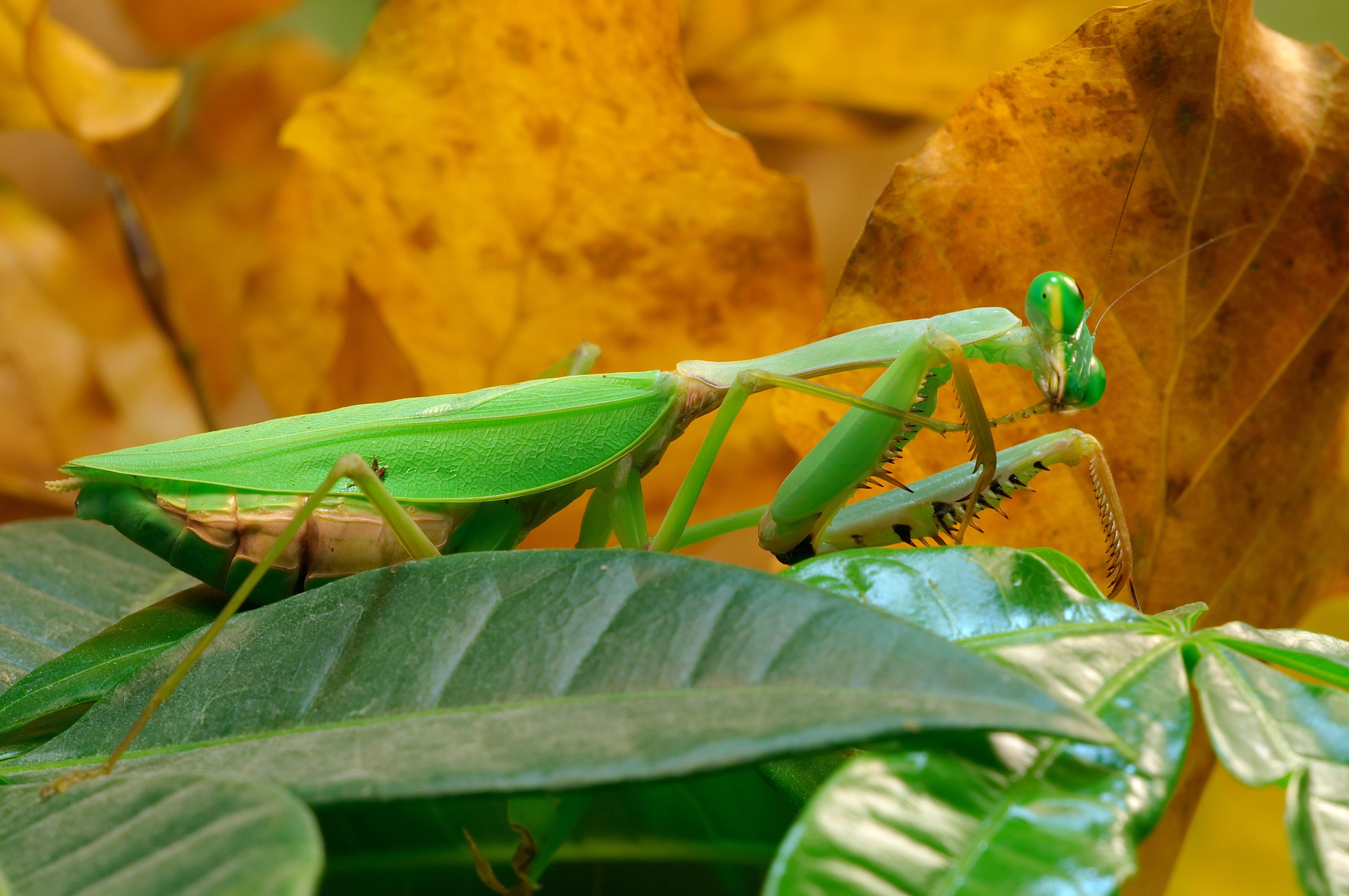
Rhombodera basalis

L'unica specie di questa sottofamiglia presente in Italia è Mantis religiosa  presente in buona parte della penisola e nelle isole maggiori.